# Аскизская культура
Аскизская культура — археологическая культура енисейских кыргызов («хакасов») X—XIV вв., выделенная Л. Р. Кызласовым.

## Название
Дано по исследованным курганным могильникам долины р. Аскиз на юго-западе Хакасии

## История изучения
Отдельные курганы этой культуры исследовались И. П. Кузнецовым, А. В. Адриановым, С. А. Теплоуховым, Г. П. Сосновским, В. П. Левашовой, М. П. Грязновым и др.

## Распространение
В основном — территории Южной Сибири по верхнему и среднему течения Енисея. На севере вплоть до современного Красноярска, на востоке — в бассейне р. Кан, на юге — на всей территории Тувы, на юго-западе — на Алтае, на западе её памятники встречены в отрогах Кузнецкого Алатау.

## Фортификация
Обнаружены руины средневекового монументального здания, ныне атрибутируемого как манихейский храм в устье р. Уйбат. Размеры 30×30 м. Вокруг была застройка городского типа из кирпича и дерева.

## Особенности
Большинство предметов быта, начиная от орудии труда и кончая конским снаряжением и личными украшениями, изготовлялось из железа высокого качества. Украшалось серебряной насечкой. Керамика выпускалась на гончарном круге. Посуда имеет горновой обжиг. Предполагается внутреннее денежное обращения. Найдены плужные лемехи и сошники местного производства, а также импортные чугунные лемехи и отвалы XIII—XIV вв.